# アンソニー・カーライル
アンソニー・カーライル（Sir Anthony Carlisle FRCS, FRS、1768年2月15日 - 1840年11月2日）は、イギリスの外科医。

## 生涯
ダラムのStillingtonで、Thomas Carlisleとその最初の妻の間の三男として生まれる。腹違いの兄弟にNicholas Carlisleがいる。 おじのAnthony HubbackやWilliam Greenなどヨークとダラムの開業医に奉公に出されていた。のちにロンドンでジョン・ハンターのもとで学んでいる。1793年、ウェストミンスター病院の外科医に任命され47年間その職にあった。ロイヤル・アカデミーで芸術も学んでいる。
1800年、ウィリアム・ニコルソンとともに水にボルタ電池を用いて電流を流すことにより電気分解を発見し、水を構成元素である水素と酸素に分解した。
1804年に王立協会フェローに選出され。同年と1805年、1807年にはクルーニアン・メダルの受賞に伴う記念講演を行った。1808年から1824年まで解剖学会教授(Professor of Anatomy of the Society)であった。
1815年、外科医学院評議会(the Council of the College of Surgeons)に任命され、長年ハンタリアン博物館(Hunterian Museum)のキュレーターを務めていた。1828年と1839年に学会長（当時王立外科医学院(Royal College of Surgeons)）を務めた。ハンター演説(Hunterian oration)を2度行い、1826年に行った2度目の演説でカキについて話す機会を用いて人々を驚かせ、アンソニー・オイスター卿(Sir Anthony Oyster)のあだ名を得た。ジョージ4世の臨時外科医(Surgeon Extraordinary)を1820年から1830年まで務め、1821年7月24日に彼によりナイトに叙された。
1797年に匿名で発表され"Mrs Carver"の作とするゴシック小説The Horrors of Oakendale Abbeyの著者である可能性がある。"Carver"という名前はカーライルの職業を指しているかもしれない。カーライルという名前は本の中でも言及されている。

## 家族
1800年8月23日、ウォリックシャー州AlcesterでJohn Symmonsの娘Martha Symmonsと結婚した。1840年に亡くなり、Kensal Green Cemeteryに埋葬された。